# 江安吳氏民居
江安吳氏民居位於四川省宜賓市江安縣，文物遺址年代判定為清。2012年7月16日公佈為第八批四川省文物保護單位。
江安吳氏民居位於四川省宜賓市江安縣江安鎮二社區煙巷子16號，建於清嘉慶二年（1797），左右以封火牆與毗鄰民居相隔，形成一個獨立的四合大院，占地面積1400平方公尺，建築面積2235平方公尺。民居縱深三進，前廳（含大門）、中廳、客廳依次置於一縱軸線上。民居為條石基礎，硬山式磚木結構建築，建築構架多為抬梁、穿斗混合構架方式、中廳明間為抬粱式、後廳為五架抬梁，其余均為穿斗式建築風格。江安吳氏民居建築佈局合理，裝飾華麗獨特，是研究18世紀以來川南小鎮民居建築的實物佐證，具有較高的歷史、藝術和科研價值。2011年，江安吳氏民居被宜賓市人民政府公佈為市級文物保護單位。